# Rio Formoso
Rio Formoso este un oraș în Pernambuco (PE), Brazilia.